# HT Eronet
Eronet est un opérateur de réseau de téléphonie mobile GSM en Bosnie-Herzégovine. Il est avec BH Mobile et m:tel le troisième opérateur présent sur le marché bosnien.
ERONET possédait en 2008 environ 550 000 clients, et le préfixe 063 est rattaché à ses abonnées.
C’est une filiale de l’entreprise de télécommunications HT très implantée dans les parties ou la population croate est majoritaire en Bosnie-Herzégovine (Herzégovine occidentale, une partie de la Bosnie centrale et de la Bosanska Posavina)
ERONET propose des offres basées sur des abonnements, une offre prépayée appelée « !hej » et un service d’accès à internet basé sur la technologie EDGE.
Le code réseau d’ERONET est le 218 03.
La fonction « Cell Broadcast » (diffusion cellulaire) est activée sur son réseau et affiche la localisation de son utilisateur.
L’entreprise est détenue à 51 % par HT et à 49 % par T-Hrvatski Telekom.